# Hexenkessel
Hexenkessel è il primo album dal vivo del gruppo folk rock tedesco Schandmaul, pubblicato il 23 giugno 2003 dalla F.A.M.E. Records. L'album è stato registrato durante il concerto del gruppo del 4 gennaio 2003 al New Backstage di Monaco di Baviera.

## Tracce
1. Sturmnacht – 5:22
2. Teufelsweib – 5:24
3. Waldmär – 4:18
4. Waldgeflüster – 4:11
5. Dein Anblick – 4:30
6. Zwei Brüder – 4:47
7. Willst du's extrem? – 5:36
8. Hexentanz / Henker / Gebt8 – 7:14
9. Die Goldene Kette – 5:55
10. Sichelmond – 6:11
11. Walpurgisnacht – 4:04
12. Herren der Winde – 4:37
13. Die letzte Tröte – 4:24
14. Sonnenstrahl – 5:39

## Formazione
- Thomas Lindner – voce, chitarra acustica, fisarmonica
- Birgir Muggenthaler – flauti, ciaramella, cornamusa, voce
- Anna Kränzlein – violino, ghironda, voce
- Martin Duckstein – chitarra elettrica, chitarra acustica, chitarra classica, voce
- Matthias Richter – basso
- Stefan Brunenr – batteria, percussioni, voce

Altri musicisti
- Micha Rhein – voce in Willst Du's Extrem?

## Classifiche
| Classifica (2003) | Posizione massima |
| ----------------- | ----------------- |
| Germania          | 52                |